# Barren Island (Andamanen)
Barren Island  ist eine kleine Vulkaninsel im Indischen Ozean, die zum Archipel der Andamanen gehört und etwa 100 km östlich der Hauptinseln liegt. Sie hat einen Durchmesser von etwa 4 km, eine Fläche von rund 8 km² und erreicht eine Höhe von 354 m über dem Meer. Barren Island ist unbewohnt und gehört politisch zum indischen Unionsterritorium Andamanen und Nikobaren.
Der Vulkan vom Typ Schichtvulkan, der sich auf der Insel befindet, ist vergleichsweise aktiv. Bereits am 12. Mai 1787 wurde ein Ausbruch registriert, der bis Port Blair, dem Hauptort der Andamanen zu sehen war. Weitere Ausbrüche erfolgten unter anderem am 24. März 1789 (explosiver Ausbruch), 20. Dezember 1795, November 1803 bis Januar 1804, März 1832, 29. März bis Oktober 1991 (Ausstoß von 2,6 Millionen Kubikmeter Lava sowie 5,2 Millionen Kubikmeter Asche), Dezember 1994 bis Juni 1995 (Ausstoß von je 2,3 Millionen Kubikmeter Lava und Asche), vom 26. Mai 2005 bis Dezember 2007 und zuletzt seit 13. Mai 2008 (explosive Eruptionen und Lavaströme). Vom Meeresboden gerechnet erhebt sich der Vulkan auf eine Höhe von 2250 m, die Caldera misst etwa 2 km im Durchmesser.
150 km nordöstlich von Barren Island befindet sich auf Narkondam ein weiterer Vulkan der Inselgruppe.